# 久留米学園高等学校
久留米学園高等学校（くるめがくえんこうとうがっこう）は、福岡県久留米市東町にある私立高等学校。

## 沿革
- 1928年4月 - 乙種実業学校として久留米淑徳女学校を久留米市天神町に設立認可
- 1943年3月 - 中等学校令による甲種実業学校として、財団法人久留米高等淑徳女学校設立認可
- 1946年2月 - 久留米淑徳高等女学校設立認可
- 1948年3月 - 学制改革により新制中学校として筑邦女子中学校、新制高校として筑邦女子高等学校を設立認可
- 1951年3月 - 私立学校法に基づき、学校法人筑邦学園に組織変更
- 1953年3月 - 筑邦女子中学校廃止
- 1977年4月 - 保育科設置
- 1982年1月 - 筑邦女子高等学校が筑邦高等学校と統合し、久留米学園高等学校に改まる。
- 1982年4月 - 商業科設置
- 2001年4月 - 総合学科が男女共学
- 2008年4月 - 普通科設置

## 学科
- 普通科（進学コース，公務員コース）
- 総合学科
  - フードライフ系列
  - 情報系列
  - ビジネス系列
  - 保育系列
  - 教養福祉系列
  - 美容系列

## 制服
制服は高校指定の学生服、革靴、学生鞄。女子は指定のセーラー服、革靴、学生鞄。女子の制服にしては珍しく制服は学ランと同じボタン式である。原則として携帯電話の学園内への持ち込みは可とされているが電源を切るといった形を取っている。

## アクセス
- 西鉄西鉄久留米駅
- 西鉄バス税務署前

## 学校周辺
- 久留米駅
- 久留米税務署
- 久留米市立諏訪中学校